# Флоринас
Флоринас (італ. Florinas, сард. Fiolinas) — муніципалітет в Італії, у регіоні Сардинія,  провінція Сассарі.
Флоринас розташований на відстані близько 350 км на південний захід від Рима, 165 км на північ від Кальярі, 13 км на південний схід від Сассарі.
Населення — 1540 осіб (2014).

## Демографія
Населення за роками:

Станом на 1 січня 2023 року в муніципалітеті офіційно проживало 80 іноземців з 11 країн, серед них 26 громадян країн Євросоюзу.

## Сусідні муніципалітети
- Банарі
- Карджеге
- Кодронджанос
- Іттірі
- Оссі
- Сіліго